# Arola
Arola (Àrola in dialetto locale) è un comune italiano di 238 abitanti della provincia del Verbano-Cusio-Ossola in Piemonte. Rappresenta nella sua collocazione geografica l'apice della valle del torrente Pellino, principale immissario del Lago d'Orta.

## Geografia fisica
Alla sommità della valle poco sopra il borgo, si apre la Colma di Civiasco, il valico di comunicazione tra il Lago d'Orta e la Valsesia. L'antico percorso della Colma è ora una comoda strada panoramica aperta nel 1968, che, scendendo nel comune valsesiano di Civiasco, raggiunge Varallo Sesia.

### Comunità montane
Il comune ha fatto parte della Comunità montana Due Laghi, Cusio Mottarone e Val Strona.

## Storia
Sin dall'epoca medioevale l'importanza di Arola è stata appunto segnata da tale via di comunicazione, determinante per l'economia dell'intero bacino del Lago d'Orta. La storia non può essere separata infatti da quella della intera riviera, dal feudo di San Giulio, dono, nel 1062, di Ottone II al vescovo di Novara. Così il paese venne assoggettato al dominio temporale del vescovo, fino al 1767. Proprio qui, al posto di controllo sull'importante direttrice di traffici, aveva la sua sede uno dei tre impresari vescovili dei dazi.

## Monumenti e luoghi d'interesse
Il principale edificio di Arola è la chiesa Parrocchiale di San Bartolomeo. Edificata nel Seicento, la chiesa ha subito consistenti opere di ristrutturazione e di ampliamento tra il XVIII e il XIX secolo. Il suo campanile è datato 1622. Sono di età barocca anche gli altri due oratori: quello di Sant'Antonio Abate e quello dell'Annunziata. Quest'ultimo è un pregevole e piccolo santuario, notevole per il leggero pronao che ne alleggerisce la facciata, eretto a breve distanza del paese, laddove in precedenza sorgeva una cappella più antica che sembra risalente al Quattrocento. Nella frazione Pianezza si segnala infine l'Oratorio di San Giovanni Battista.

## Economia
L'economia locale si basa principalmente sull'agricoltura: allevamento del bestiame e silvicoltura. Soprattutto quest'ultima, oggi notevolmente ridotta, ha rappresentato nel passato una notevole fonte di ricchezza per il paese: al taglio dei boschi si accompagnava infatti la produzione, in loco, di carbone vegetale.

## Sport
Le uniche tre strutture sportive ad Arola sono situate in via Picco e comprendono: il campo di bocce, il campo sportivo da calcetto di 50 metri denominato "Giuseppe Rota", attrezzato di illuminazione notturna, il campo da pallacanestro; oltre a questo vi sono 2 piccole piste da Enduro: la prima situata nella piccola frazione di Pianezza l'altra in zona "Strasciera".
La strada provinciale è spesso utilizzata per gare di rally o di slalom in salita.
Si sono svolti per vari anni lo slalom in salita riservato alle auto da rally e velocità in salita.

## Società
Abitanti censiti

## Amministrazione
Di seguito è presentata una tabella relativa alle amministrazioni che si sono succedute in questo comune.
| Periodo        | Periodo        | Primo cittadino           | Partito                            | Carica  | Note  |
| -------------- | -------------- | ------------------------- | ---------------------------------- | ------- | ----- |
| 24 aprile 1995 | 14 giugno 1999 | Mario Tacca               | lista civica                       | Sindaco | [ 6 ] |
| 14 giugno 1999 | 14 giugno 2004 | Mario Tacca               | lista civica                       | Sindaco | [ 6 ] |
| 14 giugno 2004 | 8 giugno 2009  | Raimondo Giuseppe Darioli | lista civica                       | Sindaco | [ 6 ] |
| 8 giugno 2009  | 26 maggio 2014 | Gianni Dipietromaria      | lista civica                       | Sindaco | [ 6 ] |
| 26 maggio 2014 | 27 maggio 2019 | Gianni Dipietromaria      | lista civica Arola unita           | Sindaco | [ 6 ] |
| 27 maggio 2019 | 10 giugno 2024 | Corrado Cordaro           | lista civica Insieme per Arola     | Sindaco | [ 6 ] |
| 10 giugno 2024 | in carica      | Livio Testone             | lista civica - Progetti e Passione | Sindaco | [ 6 ] |